# Белинков, Аркадий Викторович
Арка́дий Ви́кторович Белинков (1921—1970) — русский прозаик и литературовед. Известен как автор книг о Юрии Тынянове и о Юрии Олеше.

## Биография
Родился в семье экономиста, сотрудника Госплана СССР и начальника Центральной бухгалтерии Наркомлегпрома РСФСР Виктора Лазаревича Белинкова (1901—1980) и педагога, сотрудницы Научного центра детской книги Мирры (Мариам) Наумовны Белинковой (в девичестве Гамбург, 1900—1971), уроженцев Гомеля. 
В связи с болезнью (врождённый порок сердца) получил домашнее образование. Учился в Литературном институте, в частности, у В. Шкловского, и в Московском университете.
Во время Великой Отечественной войны был некоторое время корреспондентом ТАСС, входил в комиссию, занимавшуюся расследованием разрушений, причинённых немецкими войсками историческим памятникам.
В это время Белинков написал роман «Черновик чувств», который читал в кругу знакомых. Героиня романа — Литература, персонифицированная в образе Марианы — так звали девушку, в которую студент Белинков был влюблён. Главный герой — его, как и автора, зовут Аркадий — прогуливается с Литературой по дождливой Москве, подобно Пигмалиону с Галатеей. Прототипом главной героини была соученица Белинкова М. Ц. Рысс, впоследствии жена математика Б. В. Шабата.
29 января 1944 года Белинков был арестован по обвинению в антисоветской литературной деятельности. По словам самого Белинкова, он после продолжительного следствия был приговорён к расстрелу, однако после вмешательства А. Н. Толстого и В. Б. Шкловского смертная казнь была заменена лагерным сроком. По данным архивов, 5 августа 1944 года по обвинению по статье 58-10 ч. 2. (антисоветская агитация в военной обстановке) осуждён ОСО при НКВД СССР на восемь лет лагеря. Отправлен в Карлаг, где ему было поручено руководить драматическим кружком. В заключении написал три произведения: «Алепаульская элегия», «Антифашистский роман», «Утопический роман», за которые 25 мая 1951 года был арестован по доносу (А. И. Солженицын в «Архипелаге ГУЛАГ» раскрывает имя предполагаемого доносчика — Кермайер). 28 августа 1951 года Военным трибуналом войск МВД Казахской ССР осуждён на 25 лет по статьям 58-8 (терроризм) и 58-10 (антисоветская агитация). По первому делу реабилитирован 5 июля 1963 года президиумом Московского городского суда, по второму — только 3 ноября 1989 года президиумом Верховного суда Казахской ССР.
Осенью 1956 года Белинков был амнистирован, смог в Москве получить диплом о высшем образовании, некоторое время преподавал в Литинституте, затем занимался литературоведением, в частности, написал много статей для «Краткой литературной энциклопедии», например, статью об А. Блоке. Вольфганг Казак отмечал «дар Белинкова иносказанием превращать прошлое в современность». В 1968 году в журнале «Байкал» появились (с предисловием Корнея Чуковского) главы из книги Белинкова о Юрии Олеше. Данная публикация была «подвергнута идеологической порке» в «Литературной газете», что привело к переформированию редколлегии журнала.
В том же 1968 году Белинков воспользовался поездкой в Венгрию, чтобы вместе с женой, Натальей Белинковой (ур. Дергачевой), уехать оттуда через Югославию в США. Там преподавал в нескольких университетах. Объявил о выходе из Союза писателей СССР и вступил в ПЕН-клуб. Израильский славист Омри Ронен писал:

Белинков пользовался литературой как орудием политической агитации. Он знал одну страсть — политическую. Аполитичная поэзия, «Я помню чудное мгновенье», была в его системе лишь результатом того, что Пушкину запрещали писать политические стихи. Но он попал в Америку во время университетских беспорядков. От него хотели лекций по истории или теории литературы. Он говорил о лагерях и о безобразиях в Союзе советских писателей. Студентам это не нравилось. 1 мая 1970 года он позвонил мне по телефону в Кембридж. В Нью-Хейвене под его окнами кипела многотысячная демонстрация с красными флагами. Я успокаивал его, говоря, что всё это к будущему учебному году пройдёт (так и случилось). Он не верил, а главное, был потрясён тем, что коммунизм нагнал его и там, где он надеялся найти от него убежище. Его больное сердце не выдержало. Через 12 дней он умер.

В январе 1970 года на проходившей в Лондоне конференции, посвящённой цензуре в СССР, было принято решение о создании нового периодического издания «Новый колокол», призванного «выражать точку зрения новейших эмигрантов из Советского Союза на происходящие в политике и социуме события». Главным редактором нового сборника был избран Аркадий Белинков. В редакцию также вошли А. Кузнецов, Л. Владимиров, М. Дёмин (Георгий Трифонов), И. Ельцов, Э. Штейн и А. Якушев. Издание первого и единственного выпуска сборника состоялось в 1972 году уже после смерти Белинкова. Его подготовкой занималась вдова писателя.
Книга Белинкова об Олеше под названием «Сдача и гибель советского интеллигента» опубликована впервые в Мадриде в 1976 году, а в России издана лишь в 1997 году. Роман «Черновик чувств» и лагерные произведения Белинкова, возвращённые из архивов ФСБ в 1990-х, также опубликованы.

## Публикации
- Аркадий Белинков. Поэт и толстяк. // Байкал, 1968 № 1. С. 103—109; № 2. С. 100—111.
- Аркадий Белинков. Из архива // журнал «Знамя» 2000, № 2

### Книги
- Юрий Тынянов. — М.: Советский писатель, 1960; 2-е изд. — 1965.
- Сдача и гибель советского интеллигента. Юрий Олеша, Мадрид, 1976; сокр. изд. — М.: РИК «Культура», 1997 (предисл. М. Чудаковой).
- Черновик чувств. — М.: Александр Севастьянов, 1996.
- Россия и чёрт. — М.: Издательство журнала «Звезда», 2000.
- Аркадий Белинков, Наталия Белинкова. Распря с веком. В два голоса. — М.: Новое литературное обозрение, 2008.